# Ipossiemia
Per ipossiemia si intende una condizione clinica patologica caratterizzata da una diminuzione della pressione parziale di ossigeno nel sangue, in particolare arterioso. L'ossigeno arterioso, in condizioni di normalità, presenta una pressione parziale di circa 75-100 millimetri di mercurio (mmHg). Valori inferiori a 80 mmHg di solito indicano la presenza di ipossiemia con la necessità di intervento e gestione terapeutica, nonché somministrazione di ossigeno supplementare.
Il gold standard per la diagnosi e determinazione del quadro di ipossiemia arteriosa è l'emogasanalisi e applicazione del rapporto PaO2/FIO2 tramite le definizioni di Berlino.
Altri dispositivi utili ad uno screening in prima battuta che precedono la conferma tramite emogasanalisi, consistono in pulsossimetri da dito e spirometria o capnometria

## Eziologia[6]
Esistono vari meccanismi di ipossiemia: mismatch ventilazione-perfusione V/Q, shunt destro-sinistro, compromissione della diffusione, ipoventilazione e bassa PO2 inspirata.
Per comprendere meglio il meccanismo dell'ipossiemia, è bene sapere che per avere l'ossigeno trasportato dall'emoglobina, è necessaria l'interazione diretta tra i globuli rossi nei capillari polmonari e l'aria negli alveoli. Questo processo può essere compromesso in uno qualsiasi dei seguenti tre punti: flusso sanguigno al polmone (perfusione), flusso d'aria agli alveoli (ventilazione) e scambio di gas attraverso il tessuto interstiziale (diffusione).
- Pressione parziale di ossigeno ambientale ridotto

Frequente ad elevate altitudini
- Ipoventilazione

Da ostruzione delle vie aeree prossimale come nell'edema laringeo o nell'inalazione di corpo estraneo, oppure distale come nell'asma bronchiale o nella broncopneumopatia cronica ostruttiva (BPCO).
Alterazione del drive respiratorio in sedoanalgesia profonda, coma o sostanze da abuso o farmaci depressori.
Escursione limitata della parete toracica come nella sindrome da ipoventilazione dell'obesità, ustioni circonferenziali del torace, ascite massiva o spondilite anchilosante.
Malattie neuromuscolari, come miastenia gravis, distrofia muscolare, SLA o lesioni del nervo frenico.
- Mismatch Ventilazione-Perfusione (V/Q Mismatch)

La diminuzione del rapporto V/Q (ventilazione ridotta o alta perfusione) come nella bronchite cronica, nelle patologie ostruttive delle vie aeree, congestione ed edema polmonare, compromettono la ventilazione e quindi riducono il rapporto tra ventilazione e perfusione.
Aumento del rapporto V/Q (perfusione ridotta): come nei casi di embolia polmonare o aumento della ventilazione come nell'enfisema (grandi bolle nei polmoni) la superficie disponibile per lo scambio di gas è ridotta, il che provoca una ventilazione maggiore rispetto alla perfusione che porta a un alto rapporto V/Q.
- Shunt destro-sinistro

Il sangue fluisce, tramite uno shunt, dal circolo destro alla parte sinistra senza essere quindi ossigenato a livello alveolare. Le cause includono shunt anatomici polmonari in cui il sangue bypassa gli alveoli, gli shunt intracardiaci (ASD, VSD, PDA), le malformazioni artero-venose polmonari, le fistole e la sindrome epato-polmonare. Esiste comunque una quota di shunting fisiologico, ovvero una quantità variabile di sangue passa attraverso alveoli non ventilati, ad esempio polmonite, atelettasia e ARDS.
- Sbilanciata diffusione dell'ossigeno

La diffusione dell'ossigeno è ridotta tra l'alveolo ed i capillari polmonari. Le cause sono solitamente edema interstiziale, infiammazione interstiziale o fibrosi. Esempi clinici includono edema polmonare e malattia polmonare interstiziale

## Epidemiologia[6]
L'ipossiemia si tratta di un disturbo comune e relativamente frequente in ambito ospedaliero, tuttavia le cause sono molteplici e la sua prevalenza è variabile. Alcune di queste sono frequenti come la polmonite o la broncopneumopatia cronica ostruttiva (BPCO); altri sono piuttosto rari come l'ipossiemia dovuta alla ridotta pressione parziale di ossigeno in alta quota o a causa di avvelenamento da cianuro.
A scopo rappresentativo, sono indicate alcune tra le maggior frequenti cause di ipossiemia:
- Anemia
- ARDS (Acute respiratory distress syndrome)
- Asma bronchiale
- Cardiomiopatie congenite nel bambino
- Cardiomiopatie congenite nell'adulto
- Esacrebazione di BPCO (Broncopneumopatia cronica ostruttiva)
- Enfisema polmonare
- Malattie interstiziali polmonari
- Farmaci, specialmente se depressori del drive respiratorio (es. oppioidi)
- Pneumonia
- Pneumotorace
- Edema polmonare acuto
- Tromboembolia polmonare
- Fibrosi polmonare
- Apnee ostruttive del sonno

## Sintomatologia
Sebbene i sintomi presentino una variabilità intraindividuale e interindividuale, tra i più frequenti troviamo:
- Cianosi periferica
- Colorito rosso ciliegia (caratteristico dell'avvelenamento da monossido di carbonio[9])
- Confusione mentale
- Tosse
- Tachicardia
- Bradicardia
- Tachipnea
- Dispnea
- Diaforesi
- Sibili respiratori

## Trattamento e gestione[6]
La gestione ed il trattamento dell'ipossiemia si basa essenzialmente su tre principi cardine: il mantenimento della pervietà delle vie aeree, l'incremento della frazione di ossigeno inspirato ed incremento della diffusione dell'ossigeno.
1 - Mantenimento della pervietà delle vie aeree
Garantire la pervietà delle vie aeree superiori con una buona aspirazione tracheo-bronchiale e l'applicazione di manovre che impediscano l'occlusione delle prime vie aeree (iperestensione del capo o sublussazione della mandibola). Talvolta è necessario il posizionamento di un tubo endotracheale, un presidio sovraglottico o di una tracheostomia. In condizioni croniche come la sindrome da iperventilazione dell'obesità, il mantenimento della pervietà delle vie aeree può essere ottenuto con la ventilazione a pressione positiva come C-PAP o BiPAP. Utilizzo di broncodilatatori ed igiene polmonare aggressiva, come la fisioterapia toracica con valvola flutter e la spirometria incentivante possono essere utilizzati per mantenere la pervietà delle vie aeree inferiori.
2 - Incremento della frazione di ossigeno inspirata (FIO2)
Il trattamento è indicato con valori di PaO2 bassi ed inferiori a 60 oppure saturazione SaO2 inferiore a 90%. Un incremento di questi valori può essere ottenuto somministrando ossigeno addizionato all'aria inspirata e quindi aumentando di conseguenza la frazione di O2 inspirato.
Presidi a basso flusso:
- Cannule nasali (o occhialini). Vengono impiegate in stadi di ipossiemia media con flussi di erogazione fino ad un massimo di 6 litri/minuto e fornendo FIO2 fino ad un massimo di 45% (0.45). I vantaggi nell'impiego di questa tecnica si riassumono in una maggiore praticità e facilità di utilizzo e gestione del presidio con un miglior comfort del paziente, permettendo la fonazione e l'alimentazione. Lo svantaggio principale consiste in disidratazione della mucosa nasale (umidificare se il flusso è maggiore o uguale a 4 litri/minuto), ed una FIO2 erogata che varia notevolmente. La respirazione tramite cannule orali trae meno benefici dall'uso di una cannula nasale.
- Maschera semplice. Presidio utilizzato nel trattamento iniziale di ipossiemia di grado da moderato a severo con un'erogazione a partire da 10 litri/minuto e una FIO2 variabile tra il 35% ed il 50%. Tra i vantaggi si annoverano una maggiore FIO2, nessuna pressione coinvolta e ben tollerata dai pazienti. Il presidio ha lo svantaggio di causare disidratazione della mucosa orale (necessita quindi di umidificazione), un flusso di almeno 5 litri/minuto per scaricare la CO2 espirata, inoltre la maschera stessa può interferire con le attività della vita quotidiana.
- Reservoir Cannulas (Oxymizer). Il dispositivo utilizza una sacca reservoire che immagazzina O2 durante l'espirazione, rendendolo istantaneamente disponibile come bolo durante l'inspirazione successiva; in questo modo il paziente ottiene una maggiore erogazione di ossigeno senza necessariamente aumentare il flusso. Utilizzata con portata fino a 16 litri/minuto e garantendo una FIO2 fino al 90% (0,9). Le cannule del serbatoio sono disponibili come configurazione baffi (Oxymizer), dove il serbatoio si trova direttamente sotto il naso, configurazione pendente (Oxymizer Pendant) che è collegata a un serbatoio di plastica sulla parte anteriore del torace.
- Maschere Rebreather parziale. Maschere dotate di un reservoir di volume compreso tra 300 fino a 500 mL ed una valvola di non ritorno che previene l'espirazione all'interno della sacca reservoir stessa. Impiegate in ipossiemia moderata e severa, nel suo trattamento iniziale, con flussi da 6 fino a 10 litri/minuto (il flusso deve essere tarato per evitare il completo svuotamento del reservoir tra i cicli inspiratori). Grarantiscono una FIO2 delivered: 50% to 70% Advantage: Higher FIO2 can be delivered Disadvantage: Interferes with activities of daily living.
- Maschera non-Rebrather. Dispone di una sacca serbatoio da 300 a 500 ml e due valvole unidirezionali poste ai lati della maschera. Impiegata per il trattamento iniziale di stadi da acuti, a moderati e grave con portata da 10 a 15 litri/minuto (almeno 10 litri/minuto per evitare il collasso della sacca durante l'inspirazione) ed una FiO2 erogata da 85% a 90%. Come vantaggio viene portata una FIO2 ancora più elevata ma il presidio interferisce con le attività della vita quotidiana.

Presidi ad alto flusso:
Di solito è richiesta la presenza di apparecchiatura supplementare come un miscelatore di ossigeno, un umidificatore e un tubo riscaldato.
- Maschera di Venturi. Maschera fornita di un sistema che sfrutta l'effetto Venturi per la miscelazione dell'aria con l'ossigeno erogato ed ottenere delle FIO2 fisse e predeterminate tramite utilizzo di ugelli intercambiabili. Il vantaggio del sistema Venturi consiste infatti in una erogazione O2 più accurata ad un flusso elevato. Interferisce con le attività quotidiane e l'alimentazione. Meno preciso a portate elevate. Non garantisce il flusso totale con percentuali di O2 superiori al 35% in pazienti con elevate richieste di flusso inspiratorio.
- High-flow Nasal Cannula High-flow oxygen (HFO). Il sistema consiste in un erogatore di O2 riscaldato e umidificato con portata da 10 a 60 litri/minuto ed una FIO2 erogata fino al 100%. I vantaggi si riassumono in maggiore convenienza e capacità di erogazione fino al 100% di ossigeno riscaldato e umidificato a un flusso massimo di 60 litri/minuto. Cannula di dimensioni importanti particolarmente mal tollerata dal paziente.
- Miscelatore aria/ossigeno. Fornisce un'erogazione precisa di ossigeno indipendentemente dalle richieste di flusso inspiratorio del paziente con l'applicazione di una pressione positiva di fine espirazione. Ogni 10 litri/minuto di flusso erogato, si ottiene circa 1 cm/H2O di pressione positiva.

Ventilazione a pressione positiva
Consente un'erogazione accurata di tutta la FIO2 necessaria ed è differenziata in:
Ventilazione Non-Invasiva (Non-Invasive Ventilation)
Di solito è usato come ultima risorsa per evitare l'intubazione
- Continuous Positive Airways Pressure Mask (C-PAP). Utilizzato principalmente in pazienti con apnea ostruttiva del sonno o con edema polmonare acuto. Fornisce ossigeno (o aria) ad alta pressione predeterminata tramite una maschera facciale aderente ermeticamente. La pressione positiva è continua garantendo quindi reclutamento di aree polmonari riducendo l'atelectasia.
- Bilevel Positive Airways Pressure (BiPAP). Utilizzato principalmente nei pazienti con ipercapnia acuta come nei pazienti con esacerbazione della BPCO e nei pazienti con ARDS. L'erogazione della pressione è variabile durante tutto il ciclo respiratorio, con un'elevata pressione positiva all'inspirazione e una pressione positiva inferiore all'espirazione.

Ventilazione invasiva
Ventilatore polmonare meccanico a pressione positiva collegato al tubo endotracheale. Consente un'erogazione accurata di una ventilazione/minuto predeterminata, nonché un'accurata FIO2 e una pressione positiva di fine espirazione. Può essere utilizzato in elezione durante l'intervento chirurgico.
3 - Incremento della diffusione dell'ossigeno
All'interno di questa categoria rientrano gli interventi farmacologici per il trattamento della causa sottostante dell'insufficienza respiratoria. Ad esempio l'utilizzo di diuretici in caso di edema polmonare, steroidi in alcuni casi di malattia polmonare interstiziale o l'ossigenazione extracorporea a membrana (ECMO).